# وزارة التجارة والصناعة (أفغانستان)
وزارة التجارة والصناعة الأفغانستانيَّة (بالدرية: وزارت
صنعت و تجارت) (بالبشتوية: د صنعت او
سوداګری وزارت)‏ هي وزارة حكوميَّة في دولة أفغانستان. مهمة الوزارة هو خلق بيئة مواتية للنمو الاقتصادي المستدام والعادل وإتاحة الفرص لجميع الأفغان من خلال تعزيز تنمية القطاع الخاص في اقتصاد السوق الحر المسؤول اجتماعيًا. لدى الوزارة ثلاثة أهداف أساسية: أ) تعزيز إنشاء وتنفيذ الإطار القانوني والتنظيمي اللازم لاقتصاد السوق الحر ب) دمج أفغانستان في الاقتصاد الإقليمي والعالمي و ج) تسهيل وتعزيز تطوير اقتصاد ديناميكي، القطاع الخاص التنافسي. الوزير الحالي هو نور الدين عزيزي.
بعد إعادة انتخاب الرئيس كرزاي قام بتشكيل إدارة ثانية. في يناير 2010، تم رفض كلا المرشحين اللذين رشحهما كرزاي لهذا المنصب، أولاً غلام محمد إيلاغي ثم ظاهر وحيد، من قبل الجمعية الوطنية، وعمل إيلاغي لبعض الوقت كوزير للتجارة بالنيابة. فقط في يونيو 2010، عندما رشح كرزاي الدكتور أنور الحق شادي وزيرا جديدا للتجارة، ترأس الوزارة مرة أخرى شخص تم تأكيده من قبل الجمعية الوطنية.

## أنظر أيضا
- وزارة الاقتصاد (أفغانستان)

## روابط خارجية
- وزارة التجارة والصناعة الأفغانيَّة